# John Thomas North
John Thomas North (Yorkshire, 30 de enero de 1842—Londres, 5 de mayo de 1896) fue un empresario británico del monopolio del salitre que obtuvo sus mayores ganancias producto de la Guerra del Pacífico entre Chile, Bolivia y Perú, al hacerse de la mayoría de las salitreras que cambiaron de nacionalidad como resultado de este conflicto.

## Primeros años
Nació en el pueblo de Holbeck, ubicado cerca de Leeds, en Yorkshire, Inglaterra. Fue hijo de un próspero comerciante del carbón y realizó sus estudios en un colegio de Leeds. Comenzó a trabajar a los 15 años como aprendiz de ingeniero mecánico en la firma constructora de molinos y astilleros Shaw, North y Watson, de la localidad de Hunslet. Tras ocho años de experiencia en el oficio de mecánico, se cambió a la firma Steam Plough Works, de John Fowlers y Cía., en Leeds. Se casó en 1865 con Jane Woodhead, hija de una prominente figura del partido conservador de Leeds, con quien tuvo tres hijos.
En 1869 fue enviado a Chile por la firma de Fowlers a supervisar la construcción de locomotoras en la maestranza de Carrizal Bajo y el puerto de Caldera. Decidió hacer fortuna por sus propios medios y en 1871 viajó a establecerse en el entonces peruano puerto de Iquique, donde estableció el centro de sus negocios salitreros. Allí, como empleado en la oficina salitrera del empresario peruano González Véliz, conoció la región de Tarapacá, donde aprendió el negocio de la explotación del salitre con la intención de hacerse de fortuna por sus propios medios.

## La nacionalización de las salitreras en Tarapacá
En enero de 1873, el presidente del Perú, Manuel Pardo, estableció por ley el estanco del salitre en la provincia de Tarapacá y la prohibición de vender a extranjeros los terrenos salitreros fiscales. De esta manera, el Estado peruano comenzó a controlar la compra y venta de la producción salitrera con margen de ganancias para las arcas fiscales.
Dos años más tarde, Pardo expropió todas las oficinas y mantos salitreros de Tarapacá, entregando a los propietarios certificados o vales a plazo con un interés.

## Sociedad con Jewell
Mientras esto ocurría, North inició sus primeros negocios al importar herramientas y mercaderías desde Europa para surtir a las oficinas salitreras en Iquique, en sociedad con Maurice Jewell, primer vice cónsul británico en dicho puerto, además de actuar como agente local de las líneas de vapores.
Con el capital reunido, compró sus primeras oficinas salitreras bajo la anuencia del gobierno peruano y hacia 1878 arrendó la administración de la Compañía de Aguas de Tarapacá en Iquique durante dos años, periodo en el que estuvo encargada de traer agua potable desde Arica en buques cisternas, almacenándola en Iquique para su posterior distribución. Además, hizo construir la planta resacadora de agua de mar.
Al año siguiente, y en vista de los acontecimientos bélicos, los ingleses dueños de la compañía de agua potable abandonaron Perú y las autoridades chilenas que ocuparon Iquique reconocieron a North como su legítimo propietario. Durante la Guerra del Pacífico, North controló el monopolio del agua potable del puerto de Iquique.

## Sociedad con Harvey

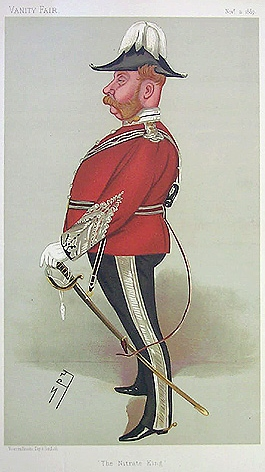
Caricatura del "Coronel" North. En la leyenda se lee "El rey del salitre".

Al terminar la Guerra del Pacífico, el territorio salitrero de Tarapacá pasó a poder de Chile, y los certificados emitidos por el gobierno peruano se desvalorizaron. Los empresarios ingleses que trabajaban en la zona, vieron así la oportunidad de controlar el salitre.
En el departamento de Tarapacá, North conoció a Robert Harvey, ciudadano inglés, nombrado inspector general de salitreras por el gobierno peruano y designado por la nueva administración chilena en el mismo cargo. Asociado en 1880 con Harvey, obtuvo respaldo financiero del Banco de Valparaíso para iniciar la explotación de la oficina «La Peruana».
North aprovechó bien las informaciones de su socio, Robert Harvey. Harvey se pasó al bando chileno, ofreciéndose enseñar las características de la industria salitrera, apoyar al Ejército chileno y servir de agente de informaciones de los movimientos peruanos en los recientemente capturados territorios de Tarapacá.  Esto permitía a North conocer con antelación los planes del gobierno chileno.
La operación consistió en adquirir a vil precio la mayoría de los papeles correspondientes a las mejores oficinas salitreras. Así consiguió los bonos emitidos por el gobierno peruano durante la nacionalización de las salitreras a bajo precio (un 12 % aproximadamente de su valor original), pues los precios se desplomaban cada vez que el ejército chileno obtenía una victoria, ya que se pensaba que las salitreras pasarían a Chile y este ignoraría a los tenedores de bonos. North apostó por que el gobierno de Chile respetaría a los tenedores de bonos y ganó.
Adicionalmente North emitió acciones de las explotaciones salitreras y las vendió en Inglaterra además de estafar a varios connacionales con la venta de acciones de compañías salitreras inexistentes.
North además adquirió la compañía peruana de ferrocarril salitrero de propiedad de la familia peruana Montero, "Nitrate Railways Co. Ltd", obteniendo el monopolio del transporte del salitre hacía los puertos ahora chilenos.
Las medidas dictadas en 1881 y 1882 por los gobiernos de Pinto y Santa María, reconocieron la deuda de los bonos del Perú y entregaron las salitreras a los tenedores de ellos. De esta manera North obtuvo el 60 % de las ganancias del salitre. 
Denominado en la época como el «Rey del salitre», encabezó un conglomerado de empresas que manejaban desde la explotación y comercialización de los yacimientos, hasta el abastecimiento y funcionamiento de las oficinas en las cuales moraban los trabajadores. En 1888 fundó el Bank of Tarapacá and London Ltd., centro financiero de su imperio económico.
Sin embargo, el control que tenía sobre la industria salitrera no fue enfrentado por la administración de Domingo Santa María. Sólo en los años de gobierno de Balmaceda la situación cambió.

## El traspaso de la propiedad
El gobierno de Aníbal Pinto Garmendia, basándose en la investigación de la comisión presidida por Álvaro Covarrubias Ortúzar, decidió devolver las salitreras a sus dueños, es decir, a quienes tuvieran en esa fecha los certificados peruanos y los depositaran en la Tesorería fiscal. El 28 de marzo de 1882 se decretó el otorgamiento de títulos de propiedad, por el cual los ingleses John Thomas North y Robert Harvey se convirtieron en dueños de las mejores oficinas salitreras, y obtuvieron el control de la explotación en Tarapacá, junto a las firmas también inglesas Gibbs y Williamson Balfour.
Las oficinas salitreras fueron incorporadas a la red de negocios que North se había encargado de formar antes y durante la Guerra del Pacífico.
En 1882 North viajó a Londres a buscar capital para sus empresas, organizando sociedades de acciones, que desde Inglaterra controlaban el precio mundial del nitrato, por lo que llegó a ser conocido como El Rey del Salitre.

## Balmaceda v/s North

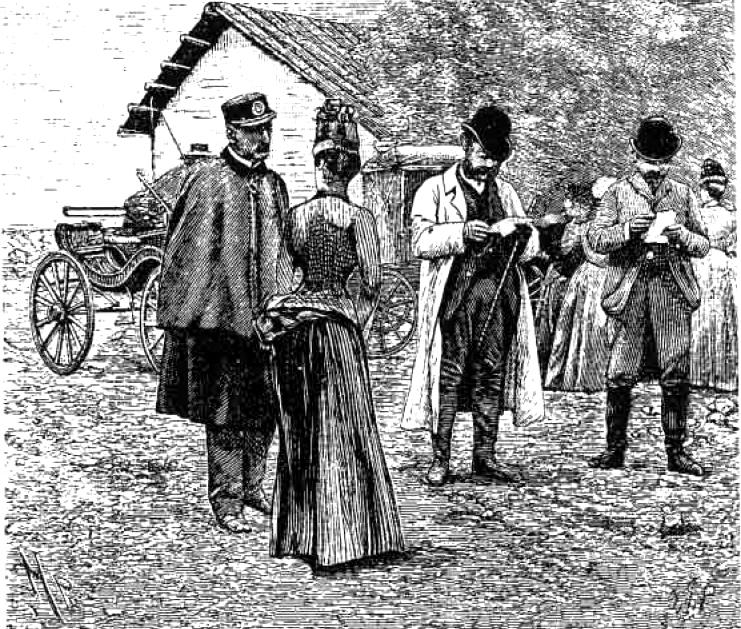
North junto al General Baquedano.

La figura y actividades de North han sido muy discutidas debido a su intervención en el gobierno de José Manuel Balmaceda, fue acusado de aparecer como uno de los promotores del conflicto entre éste y el Congreso. Esta confrontación habría tenido su origen en la posición de Balmaceda, quien vio la nacionalización del salitre como uno de los objetivos de su política económica.
North se defendió desde Londres a través de medios legítimos e ilegítimos, y cuando volvió a Chile a comienzos de 1889 en un buque cargado de obsequios para el gobierno chileno y  con la intención de comprar todas las propiedades salitreras, se encontró con que el presidente  Balmaceda tenía decididos planes para que el Estado pasara a controlar la producción del salitre, que se había convertido en una década en la renta principal del fisco chileno.
Vivió en Londres desde 1882.
En 1888 decidió retornar a Chile. Poco antes de su llegada el presidente Balmaceda prometió en Iquique acabar con los odiosos monopolios extranjeros, lo cual fue entendido por el magnate inglés como una directa alusión a su persona.
North se entrevistó con Balmaceda en Iquique sin llegar a un acuerdo y producto de la reunión,  North se transformó en acérrimo enemigo de Balmaceda.  De pasada, North regaló a Iquique un carro de bomberos conquistándose la prensa local y viajó por el país realizando banquetes y homenajes asimismo,  haciéndose de amistades en la oligarquía chilena y exhibiéndose pomposamente como un amigo de Chile.
North regresó a Inglaterra en junio de 1889, dejando en Chile un grupo de abogados para defender sus intereses. Después de la Revolución de 1891, una investigación en 1898 reveló que estos abogados recibieron fuertes sumas de dinero para que en sus cargos como diputados hicieran oposición a Balmaceda en el Congreso y en la prensa.
Balmaceda cumplió parte de su promesa, al quitarle la concesión del ferrocarril que debía construirse en aquella zona, a pesar de los ingentes esfuerzos de North por evitarlo. Pero no nacionalizó el salitre (en parte Balmaceda se oponía a cualquier clase de monopolio, privado o público), principalmente por las luchas políticas que devinieron en la Guerra Civil de 1891, y en la que existe la leyenda de que hubo oro inglés de por medio
Después de esto North se deshizo paulatinamente de sus intereses en la industria del salitre, falleciendo pocos años después en Londres.